# اختبار ريفالتا

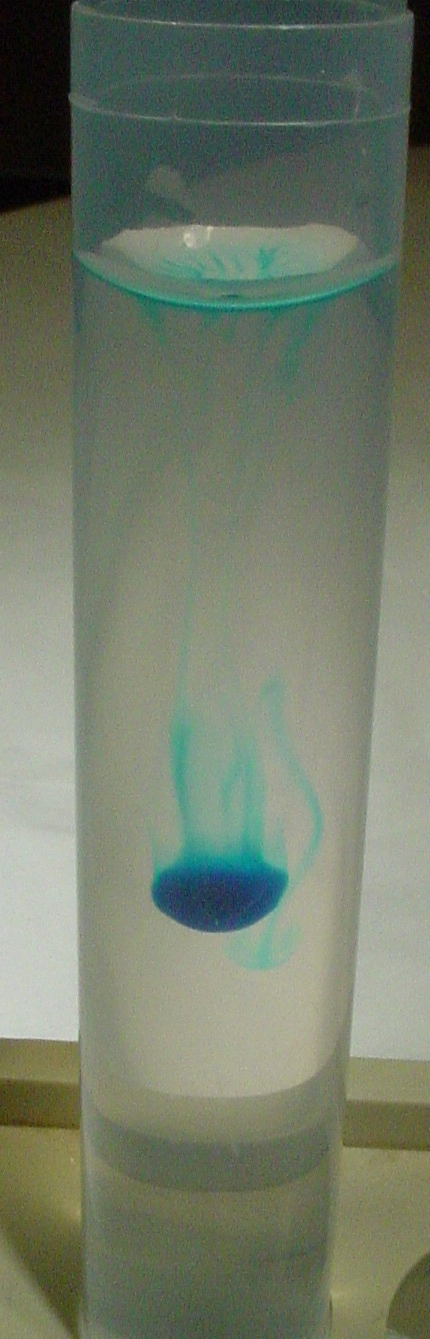
نتيجة ايجابية في اختبار ريفالتا. تمت إضافة الميثيلين الأزرق للسائل لتوضيح رؤية النتيجة

اختبار ريفالتا هو اختبار طبي يستخدم للتفريق بين النضحة (بالإنجليزية: Exudate)‏، والرشحة (بالإنجليزية: Transudate)‏.
يملأ أنبوب الاختبار بالماء المقطّر ويضاف له حمض الخليك. ثم يضاف إلى هذا الخليط قطرة واحدة من سائل الانصباب.
إذا ترسبت القطرة فإنّ نتيجة الاختبار تعتبر ايجابي، وتمثّل أن السائل هو نضحة. بينما لو تلاشت قطرة السائل في الخليط فإنّ نتيجة الاختبار تعتبر سلبي، وتمثّل أن السائل هو رشحة.
باستخدام محلول حمض الخليك ذو أس هيدروجيني 4.0، فإنه يمكن التعرّف على ثمانية أنواع من البروتينات في رواسب تفاعل ريفالتا الموجب وهي: البروتين الارتكاسي-C، وألفا-1 مضاد تربسين، أوروزوموكويد، هابتوغلوبين، ترانسفيرين، سيرولوبلازمين، فيبرينوجين، وهيموبيكسين.
وحيث أنّ هذه البروتينات تسمى بروتينات المرحلة الحادة، فإن النتيجة الايجابية لاختبار ريفالتا قد تمثّل وجود حالة التهاب.